# Mitsubishi Ki-18
Il Mitsubishi Ki-18 (三菱 キ18?, Mitsubishi Ki-jyuhachi) fu un aereo da caccia monomotore monoplano ad ala bassa sviluppato dall'azienda aeronautica giapponese Mitsubishi Jūkōgyō negli anni trenta e rimasto allo stadio di prototipo.
Variante denavalizzata del Mitsubishi Ka 14 (il futuro A5M) con cui condivideva lo sviluppo, venne progettato per rispondere ad una specifica del Rikugun Kōkū Hombu, il quartier generale dell'Esercito imperiale giapponese, ma a una valutazione comparativa non riuscì a superare le perplessità dei vertici dell'esercito che gli avevano già preferito il più convenzionale e manovrabile Kawasaki Ki-10 a velatura biplana.

## Storia del progetto
Il progetto ha le sue origini nella specifica 9-shi emessa nel 1934 dalla Marina imperiale giapponese che riguardava la fornitura di un nuovo modello di caccia avanzato da destinare ai propri reparti. Tra i requisiti richiesti il velivolo doveva essere in grado di raggiungere una velocità massima di 350 km/h a 3 000 m (9 840 ft) ed una quota di 5 000 m (16 400 ft) in 6 min e 30 s.
L'ufficio tecnico della Mitsubishi Jūkōgyō, diretto dall'ingegnere Jirō Horikoshi, elaborò il progetto del Mitsubishi Ka 14 il cui prototipo, presentato alle valutazioni comparative entusiasmò per le prestazioni eccezionali che era in grado di esprimere, tanto da suscitare l'interesse anche nei vertici dell'Esercito imperiale che chiese alla Marina il consenso per stipulare un contratto con l'azienda per la fornitura di un modello modificato a scopo di valutazione.
Il progetto riproponeva l'impostazione del secondo prototipo del Ka 14, un compatto caccia di costruzione interamente metallica caratterizzato dalla velatura monoplana, con piano alare a pianta ellittica posizionato basso sulla fusoliera interamente metallico tranne per il rivestimento delle superfici di controllo, realizzato in tela, abbandonando la configurazione ad ala di gabbiano del primo prototipo. Il velivolo presentava inoltre il carrello d'atterraggio fisso e carenato, soluzione tecnica quest'ultima scelta in quanto si ritenne che i vantaggi nelle prestazioni (stimata in 10% in meno nella resistenza aerodinamica ma solo del 3% di incremento nella velocità massima) derivanti dall'adozione di un carrello retrattile non fossero così rilevante da giustificare il peso addizionale. La propulsione era affidata ad un motore radiale 9 cilindri Nakajima Kotobuki-5 da 550 hp (410 kW) al decollo e 600 hp (447 kW) a 3 100 m (10 170 ft), collegato ad un'elica bipala in legno a passo fisso.
Erano tuttavia presenti alcune differenze: l'impennaggio presentava un timone dalla maggior superficie, il carrello era stato irrobustito e la cappottatura del motore era differente, inoltre, in base agli standard dei velivoli dell'esercito, i comandi all'interno dell'abitacolo di pilotaggio vennero invertiti e le mitragliatrici sostituite.
Il Ki-18 venne completato nell'agosto 1935 e portato in volo per la prima volta nel corso dello stesso mese a Tachikawa, presso l'istituto tecnico di ricerca aerea dell'esercito imperiale, quindi inviato alla scuola di volo di Akeno per le prove che si protrassero fino a fine anno.
All'inizio del 1936 la motorizzazione fu sostituita con un più potente Nakajima Kotobuki 3, capace di 640 hp (477 kW) al decollo e 715 hp (533 kW) a 2 800 m (9 190 ft). In questa configurazione durante le prove in volo il Ki-18 fu in grado di raggiungere la velocità massima di 444 km/h a 3 050 m (10 010 ft) e di salire a 5 000 m (16 400 ft) in 6 min e 26 s, quest'ultima considerata all'epoca una prestazione eccezionale.
I risultati ottenuti crearono opinioni molto favorevoli nel personale che raccomandarono al quartier generale di avviare il modello alla produzione in serie per equipaggiare i reparti da caccia di prima linea del Dai-Nippon Teikoku Rikugun Kōkū Hombu. Tuttavia l'istituto di tecnico di ricerca aerea dell'esercito, non gradendo affatto l'utilizzo di un progetto originariamente sviluppato per la marina, decise di ignorare i dati relativi alle prestazioni, sostenendo inoltre che i motori Nakajima Kotobuki fossero inaffidabili e che le prestazioni offerte dal Ki-18 fossero inferiori a quanto necessario per un caccia dell'esercito imperiale. Raccomandò infine di indire un nuovo bando di concorso invitando a parteciparvi Nakajima, Kawasaki e Mitsubishi, ma dato che solo un anno prima era stato avviato alla produzione il Kawasaki Ki-10, i vertici dell'esercito imperiale annullarono immediatamente ogni iniziativa in tal senso, lasciando che il prototipo del Ki-18 fosse l'unico esemplare realizzato.
Essendo il Ka 14 precursore e sostanzialmente identico al definitivo Tipo96/A5M, caccia imbarcato che si rivelerà rivoluzionario nella struttura aeronautica della marina imperiale, risulta caso anomalo di promettente velivolo non avviato alla produzione che esemplifica inoltre la mancanza di collaborazione tra forze armate nell'Impero giapponese e che creerà alcuni problemi di gestione tattica e strategica durante le fasi della successiva Guerra del Pacifico.

## Utilizzatori
Giappone
- Dai-Nippon Teikoku Rikugun Kōkū Hombu

### Pubblicazioni
- William Green, Gordon Swanborough, The Zero Precursor... Mitsubishi's A5M, in Air Enthusiast, Number 19, agosto–novembre 1982,  pp. 26-43.